# Sol (tidsenhet)
Sol har utvecklats till en tidsenhet, som löst introducerades av NASA år 2004 att utgöra ett dygn på planeten Mars.
1 sol skulle alltså motsvara 24 timmar, 39 minuter och 35,244 sekunder. 
Tidpunkten för Opportunity:s landning, den 25 januari 2004 05:05 UTC angivet i jordens tidssystem, kallar Nasa sol 1. Systerfarkosten Spirit, som landade cirka 3 veckor tidigare den 3 januari 2004, kan på samma sätt sägas ha landat 20,5 sol före sol 1.
Beteckningen kan synas olyckligt vald, med tanke på vad man i så fall ska välja för måttenhet för tid på övriga ännu inte namngivna roterande kroppars tid i solsystemet.